# Società Sportiva Lazio 1992-1993
Questa voce raccoglie le informazioni riguardanti la Società Sportiva Lazio nelle competizioni ufficiali della stagione 1992-1993.

## Stagione
La Lazio si classificò al quinto posto nella Serie A 1992-1993, ottenendo la qualificazione in Coppa UEFA a quindici anni di distanza dall'ultima partecipazione. Tra i tanti acquisti effettuati dal presidente Cragnotti, spicca su tutti Signori, capocannoniere della Serie A in quella stagione con 26 reti.
In Coppa Italia la squadra raggiunse i quarti di finale.

## Divise e sponsor
Lo sponsor tecnico per la stagione 1992-1993 si conferma Umbro, mentre lo sponsor ufficiale cambia e diventa Banca di Roma.

## Organigramma societario
Area direttiva
- Presidente: Sergio Cragnotti
- General manager: Enrico Bendoni

Area tecnica
- Direttore sportivo: Nello Governato
- Allenatore: Dino Zoff
- Allenatore in seconda: Giancarlo Oddi

## Rosa

Giuseppe Signori si laurea capocannoniere in campionato con 32 presenze e 26 reti alla prima stagione con la maglia della Lazio.

| N. |                   | Ruolo | Calciatore        |
| -- | ----------------- | ----- | ----------------- |
|    | Italia (bandiera) | P     | Paolo Di Sarno    |
|    | Italia (bandiera) | P     | Valerio Fiori     |
|    | Italia (bandiera) | P     | Fernando Orsi     |
|    | Italia (bandiera) | P     | Flavio Roma       |
|    | Italia (bandiera) | D     | Roberto Bacci     |
|    | Italia (bandiera) | D     | Cristiano Bergodi |
|    | Italia (bandiera) | D     | Mauro Bonomi      |
|    | Italia (bandiera) | D     | Luigi Corino      |
|    | Italia (bandiera) | D     | Roberto Cravero   |
|    | Italia (bandiera) | D     | Giuseppe Favalli  |
|    | Italia (bandiera) | D     | Angelo Gregucci   |
|    | Italia (bandiera) | D     | Luca Luzardi      |
|    | Italia (bandiera) | D     | Roberto Soldà     |

| N. |                        | Ruolo | Calciatore        |
| -- | ---------------------- | ----- | ----------------- |
|    | Brasile (bandiera)     | C     | Djair             |
|    | Germania (bandiera)    | C     | Thomas Doll       |
|    | Italia (bandiera)      | C     | Diego Fuser       |
|    | Inghilterra (bandiera) | C     | Paul Gascoigne    |
|    | Italia (bandiera)      | C     | Dario Marcolin    |
|    | Italia (bandiera)      | C     | Claudio Sclosa    |
|    | Italia (bandiera)      | C     | Giovanni Stroppa  |
|    | Paesi Bassi (bandiera) | C     | Aron Winter       |
|    | Italia (bandiera)      | A     | Armando Madonna   |
|    | Italia (bandiera)      | A     | Maurizio Neri     |
|    | Germania (bandiera)    | A     | Karl-Heinz Riedle |
|    | Italia (bandiera)      | A     | Giuseppe Signori  |

## Calciomercato

### Sessione estiva
| Acquisti | Acquisti         | Acquisti  | Acquisti      |
| R.       | Nome             | da        | Modalità      |
| -------- | ---------------- | --------- | ------------- |
| P        | Paolo Di Sarno   | Ternana   | definitivo    |
| D        | Mauro Bonomi     | Cremonese | definitivo    |
| D        | Roberto Cravero  | Torino    | definitivo    |
| D        | Giuseppe Favalli | Cremonese | definitivo    |
| D        | Luca Luzardi     | Brescia   | definitivo    |
| C        | Djair            | San Gallo | definitivo    |
| C        | Diego Fuser      | Milan     | definitivo    |
| C        | Paul Gascoigne   | Tottenham | definitivo    |
| C        | Dario Marcolin   | Cremonese | definitivo    |
| C        | Aron Winter      | Ajax      | definitivo    |
| A        | Armando Madonna  | Piacenza  | fine prestito |
| A        | Giuseppe Signori | Foggia    | definitivo    |

| Cessioni | Cessioni              | Cessioni   | Cessioni   |
| R.       | Nome                  | a          | Modalità   |
| -------- | --------------------- | ---------- | ---------- |
| D        | Raffaele Sergio       | Torino     | definitivo |
| D        | Rufo Emiliano Verga   | Fiorentina | definitivo |
| D        | Claudio Vertova       | Lecco      | definitivo |
| C        | Alessandro Manetti    | Acireale   | definitivo |
| C        | Stefano Melchiori     | Lecce      | definitivo |
| C        | Gabriele Pin          | Parma      | definitivo |
| A        | Berardino Capocchiano | Bari       | definitivo |
| A        | Rubén Sosa            | Inter      | definitivo |

### Sessione autunnale
| Acquisti | Acquisti | Acquisti | Acquisti |
| R.       | Nome     | da       | Modalità |
| -------- | -------- | -------- | -------- |

| Cessioni | Cessioni        | Cessioni      | Cessioni   |
| R.       | Nome            | a             | Modalità   |
| -------- | --------------- | ------------- | ---------- |
| P        | Paolo Di Sarno  | Udinese       | definitivo |
| D        | Roberto Soldà   | Monza         | definitivo |
| C        | Djair           | Internacional | definitivo |
| A        | Armando Madonna | SPAL          | definitivo |

## Risultati

### Serie A

#### Girone di andata
| Arbitro: | Pezzella (Frattamaggiore) |

|                                                   |           |                                  |
| Fuser 6’ (aut.) Jugović 38’ R. Mancini 53’ (rig.) | Marcatori | 19’, 22’ Signori 75’ (aut.) Buso |

| Arbitro: | Baldas (Trieste) |

|                             |           |                   |
| Signori 21’ (rig.) Doll 38’ | Marcatori | 9’, 67’ Batistuta |

| Arbitro: | Nicchi (Arezzo) |

|              |           |             |
| Cappioli 75’ | Marcatori | 84’ Signori |

| Arbitro: | Trentalange (Torino) |

|              |           |              |
| Gregucci 58’ | Marcatori | 80’ Padovano |

| Arbitro: | Sguizzato (Verona) |

|                                                 |           |               |
| Signori 13’ (rig.), 34’, 70 rig’ Fuser 25’, 37’ | Marcatori | 31’, 44’ Osio |

| Arbitro: | Stafoggia (Pesaro) |

|                                                                   |           |                                  |
| Gullit 13’ Papin 15’ Van Basten 34’ (rig.), 61’ (rig.) Simone 80’ | Marcatori | 21’ Winter 52’ Fuser 65’ Signori |

| Arbitro: | Ceccarini (Livorno) |

|                                 |           |  |
| Signori 1’ Winter 51’ Fuser 80’ | Marcatori |  |

| Udine 1º novembre 1992, ore 15:00 8ª giornata | Udinese          | 0 – 0 referto | Lazio | Stadio Friuli (16 603 spett.)\| Arbitro: \| Boggi (Agropoli) \| |
| Arbitro:                                      | Boggi (Agropoli) |               |       |                                                                 |

| Arbitro: | Mughetti (Cesena) |

|             |           |                                  |
| Signori 46’ | Marcatori | 57’ Aguilera 87’ (aut.) Gregucci |

| Arbitro: | Cinciripini (Ascoli Piceno) |

|                      |           |             |
| Biagioni 18’ Roy 34’ | Marcatori | 51’ Signori |

| Arbitro: | Luci (Firenze) |

|               |           |              |
| Gascoigne 85’ | Marcatori | 48’ Giannini |

| Arbitro: | Amendolia (Messina) |

|                           |           |                                       |
| Borgonovo 48’ Allegri 73’ | Marcatori | 23’ Gascoigne 72’ Signori 65’ Luzardi |

| Arbitro: | Cesari (Genova) |

|                                  |           |                 |
| Fuser 60’ Winter 73’ Signori 84’ | Marcatori | 76’ D. Fontolan |

| Arbitro: | Chiesa (Milano) |

|  |           |                                  |
|  | Marcatori | 69’ Fuser 85’ Signori 87’ Winter |

| Arbitro: | Stafoggia (Pesaro) |

|                  |           |  |
| Signori 32’, 83’ | Marcatori |  |

| Arbitro: | Baldas (Trieste) |

|                                   |           |             |
| Crippa 29’ Fonseca 59’ Careca 70’ | Marcatori | 78’ Signori |

| Arbitro: | Nicchi (Arezzo) |

|             |           |               |
| Cravero 41’ | Marcatori | 14’ R. Baggio |

#### Girone di ritorno
| Arbitro: | Bettin (Padova) |

|                       |           |                |
| Riedle 7’ Stroppa 41’ | Marcatori | 88’ R. Mancini |

| Arbitro: | Cesari (Genova) |

|  |           |                       |
|  | Marcatori | 59’ Signori 90’ Fuser |

| Arbitro: | Pairetto (Nichelino) |

|           |           |                           |
| Fuser 36’ | Marcatori | 45’ Cappioli 60’ Firicano |

| Arbitro: | Luci (Firenze) |

|                           |           |                                    |
| Padovano 22’ Skuhravy 24’ | Marcatori | 26’, 86’ Riedle 69’ (rig.) Signori |

| Arbitro: | Walter Cinciripini (Ascoli Piceno) |

|                  |           |             |
| A. Melli 15’ 75’ | Marcatori | 90’ Cravero |

| Arbitro: | Boggi (Salerno) |

|                           |           |                             |
| Gascoigne 39’ Bergodi 86’ | Marcatori | 10’ Papin 38’ (aut.) Winter |

| Arbitro: | Rodomonti (Teramo) |

|                       |           |                                  |
| Rambaudi 11’ Ganz 60’ | Marcatori | 29’ Gascoigne 74’ (rig.) Signori |

| Arbitro: | Marcello Cardona (Milano) |

|                                     |           |  |
| Signori 30, 86’ Doll 58’ Riedle 88’ | Marcatori |  |

| Arbitro: | Ceccarini (Livorno) |

|           |           |            |
| Scifo 86’ | Marcatori | 54’ Winter |

| Arbitro: | Collina (Viareggio) |

|            |           |                 |
| Riedle 28’ | Marcatori | 56’ De Vincenzo |

| Roma 18 aprile 1993, ore 15:00 28ª giornata | Roma               | 0 – 0 referto | Lazio | Stadio Olimpico (75 009 spett.)\| Arbitro: \| Sguizzato (Verona) \| |
| Arbitro:                                    | Sguizzato (Verona) |               |       |                                                                     |

| Arbitro: | Racalbuto (Gallarate) |

|                                |           |                    |
| Favalli 24’ Signori 90’ (rig.) | Marcatori | 42’ (rig.) Allegri |

| Arbitro: | Cesari (Genova) |

|                               |           |  |
| Bacci 2’ (aut.) Schillaci 82’ | Marcatori |  |

| Arbitro: | Dinelli (Lucca) |

|                                                   |           |  |
| Cravero 26’ Fuser 49’ Riedle 71’ Signori 89’, 90’ | Marcatori |  |

| Arbitro: | Collina (Viareggio) |

|                    |           |  |
| Sabău 52’ Hagi 73’ | Marcatori |  |

| Arbitro: | Cardona (Milano) |

|                                             |           |                                   |
| Riedle 1’, 4’ Signori 42’ (rig.) Winter 50’ | Marcatori | 10’, 61’ (rig.) Zola 47’ Francini |

| Arbitro: | Sguizzato (Verona) |

|                                                          |           |          |
| R. Baggio 10’ (rig.), 31’ (rig.) Vialli 15’ Di Canio 73’ | Marcatori | 2’ Fuser |

### Coppa Italia
| Arbitro: | Amendolia (Messina) |

|  |           |                                                   |
|  | Marcatori | 21’ Bacci 51’ Riedle 66’ (rig.) Signori 88’ Fuser |

| Arbitro: | Dinelli (Lucca) |

|             |           |  |
| Signori 66’ | Marcatori |  |

| Arbitro: | Chiesa (Milano) |

|                 |           |             |
| Lantignotti 45’ | Marcatori | 27’ Signori |

| Arbitro: | Bazzoli (Merano) |

|                                     |           |                     |
| Riedle 36’ Winter 69’ Signori 90+1’ | Marcatori | 90+3’ (rig.) Hubner |

| Arbitro: | Sguizzato (Verona) |

|                            |           |                    |
| Neri 5’ Signori 34’ (rig.) | Marcatori | 45’ Fusi 88’ Scifo |

| Arbitro: | Amendolia (Messina) |

|                                             |           |                        |
| Luzardi 45’ (aut.) Casagrande 62’ Sordo 76’ | Marcatori | 85’ Signori 87’ Winter |

## Statistiche

### Statistiche di squadra
| Competizione | Punti | In casa | In casa | In casa | In casa | In casa | In casa | In trasferta | In trasferta | In trasferta | In trasferta | In trasferta | In trasferta | Totale | Totale | Totale | Totale | Totale | Totale | DR  |
| Competizione | Punti | G       | V       | N       | P       | Gf      | Gs      | G            | V            | N            | P            | Gf           | Gs           | G      | V      | N      | P      | Gf     | Gs     | DR  |
| ------------ | ----- | ------- | ------- | ------- | ------- | ------- | ------- | ------------ | ------------ | ------------ | ------------ | ------------ | ------------ | ------ | ------ | ------ | ------ | ------ | ------ | --- |
| Serie A      | 34    | 17      | 9       | 6       | 2       | 40      | 20      | 17           | 4            | 6            | 7            | 25           | 31           | 34     | 13     | 12     | 9      | 65     | 51     | +14 |
| Coppa Italia |       | 3       | 2       | 1       | 0       | 6       | 3       | 3            | 1            | 1            | 1            | 7            | 4            | 6      | 3      | 2      | 1      | 13     | 7      | +6  |
| Totale       |       | 20      | 11      | 7       | 2       | 46      | 23      | 20           | 5            | 7            | 8            | 32           | 35           | 40     | 16     | 14     | 10     | 78     | 58     | +20 |

### Statistiche dei giocatori
Nel conteggio delle reti realizzate si aggiunga un'autorete a favore in campionato.
| Giocatore    | Serie A  | Serie A | Coppa Italia | Coppa Italia | Totale   | Totale |
| Giocatore    | Presenze | Reti    | Presenze     | Reti         | Presenze | Reti   |
| ------------ | -------- | ------- | ------------ | ------------ | -------- | ------ |
| R. Bacci     | 31       | 0       | 4            | 1            | 35       | 1      |
| C. Bergodi   | 16       | 1       | 1            | 0            | 17       | 1      |
| M. Bonomi    | 10       | 0       | 3            | 0            | 13       | 0      |
| L. Corino    | 19       | 0       | 4            | 0            | 23       | 0      |
| R. Cravero   | 30       | 3       | 4            | 0            | 34       | 3      |
| P. Di Sarno  | -        | -       | -            | -            | -        | -      |
| Djair        | -        | -       | -            | -            | -        | -      |
| T. Doll      | 20       | 2       | 2            | 0            | 22       | 2      |
| G. Favalli   | 32       | 1       | 4            | 0            | 36       | 1      |
| V. Fiori     | 11       | -19     | 4            | -3           | 15       | -22    |
| D. Fuser     | 33       | 10      | 5            | 1            | 38       | 11     |
| P. Gascoigne | 22       | 4       | 4            | 0            | 26       | 4      |
| A. Gregucci  | 12       | 1       | 2            | 0            | 14       | 1      |
| L. Luzardi   | 25       | 1       | 3            | 0            | 28       | 1      |
| A. Madonna   | -        | -       | -            | -            | -        | -      |
| D. Marcolin  | 15       | 0       | 4            | 0            | 19       | 0      |
| M. Neri      | 2        | 0       | 3            | 1            | 5        | 1      |
| F. Orsi      | 23       | -32     | 2            | -4           | 25       | -36    |
| K.H. Riedle  | 22       | 8       | 4            | 2            | 26       | 10     |
| F. Roma      | -        | -       | -            | -            | -        | -      |
| C. Sclosa    | 21       | 0       | 4            | 0            | 25       | 0      |
| G. Signori   | 32       | 26      | 6            | 6            | 38       | 32     |
| R. Soldà     | -        | -       | -            | -            | -        | -      |
| G. Stroppa   | 20       | 1       | 5            | 0            | 25       | 1      |
| A. Winter    | 30       | 6       | 6            | 2            | 36       | 8      |